# Municipio de Willey
El municipio de Willey (en inglés: Willey Township) es un municipio ubicado en el condado de Sargent en el estado estadounidense de Dakota del Norte. En el año 2010 tenía una población de 100 habitantes y una densidad poblacional de 1,08 personas por km².

## Geografía
El municipio de Willey se encuentra ubicado en las coordenadas 46°14′5″N 97°34′48″O / 46.23472, -97.58000. Según la Oficina del Censo de los Estados Unidos, el municipio tiene una superficie total de 92.3 km², de la cual 91,94 km² corresponden a tierra firme y (0,38 %) 0,35 km² es agua.

## Demografía
Según el censo de 2010, había 100 personas residiendo en el municipio de Willey. La densidad de población era de 1,08 hab./km². De los 100 habitantes, el municipio de Willey estaba compuesto por el 100 % blancos. Del total de la población el 0 % eran hispanos o latinos de cualquier raza.